# Les Breuleux
Les Breuleux é uma comuna da Suíça, situada no distrito de Franches-Montagnes, no cantão de Jura. Tem 10,80 km² de área e sua população em 2018 foi estimada em 1.526 habitantes.